# TWAS, the academy of sciences for the developing world
L'TWAS, the academy of sciences for the developing world, fino al 2004 denominata Third World Academy of Sciences (TWAS), è un'accademia scientifica con sede a Trieste, nel Centro Internazionale di Fisica Teorica. Ne fanno parte oltre 1.000 scienziati provenienti da circa 70 diverse nazioni, e si occupa di promuovere la capacità scientifica e di eccellenza per lo sviluppo sostenibile nel sud del mondo. L'accademia è stata fondata nel 1983 dal premio Nobel Abdus Salam per aiutare la ricerca scientifica nei paesi in via di sviluppo.
Fin dalla sua istituzione, gli oneri operativi del centro culturale sono stati in gran parte coperti da contributi del governo italiano; dal 1991 l'UNESCO è divenuta responsabile della gestione della finanziaria e del personale sulla base di un accordo firmato dal direttore generale dell'UNESCO e il presidente della TWAS.